# Hakite
La hakite est un minéral de la classe des sulfures, qui appartient au groupe de la tétraédrite. Il a été nommé en l'honneur de Jaroslav Hak, minéralogiste tchèque.

## Caractéristiques
La hakite est un sulfosel de sélénium de formule chimique Cu6[Cu4Hg2]Sb4Se13. Elle cristallise dans le système cubique sous forme de grains anédriques, de taille allant jusqu'à 0,3 mm. Sa dureté sur l'échelle de Mohs est de 4,5.

## Classification
Selon la classification de Nickel-Strunz, la hakite appartient à "02.G - Néso-sulfarsénites, etc. avec S additionnel", avec les minéraux suivants : argentotennantite, freibergite, giraudite, goldfieldite, tennantite, tétraédrite, sélénostéphanite, stéphanite, pearcéite, polybasite, sélénopolybasite, cupropearcéite, cupropolybasite et galkhaïte.

## Formation et gisements
La hakite se forme dans des veines épithermales de calcite. Elle a été découverte à Předbořice, en Bohême-Centrale (Bohême, Tchéquie). Elle a également été décrite en Allemagne, en Argentine, au Japon, au Mexique, dans d'autres endroits de Tchéquie et en Russie.
Elle est généralement associée à d'autres minéraux tels que la berzélianite, la clausthalite, l'umangite, la chalcopyrite, la pyrite, l'uraninite, l'hématite, la goethite et l'or natif.